# Acropora polystoma
Espèce
Statut de conservation UICN

 VU A4ce : Vulnérable
Statut CITES
Acropora polystoma est une espèce de coraux appartenant à la famille des Acroporidae.

## Description et caractéristiques
Ce corail forme des colonies en blocs irréguliers ou en plaques corymbées avec des branches effilées de longueur et de forme semblable. Le corallite axial est petit et proéminent. Les corallites radiaux sont d'habitude arrangés en rangées en bas des côtés de branches secondaires. Ils sont tubulaires et de taille très irrégulière, donnant une apparence épineuse à l'ensemble.

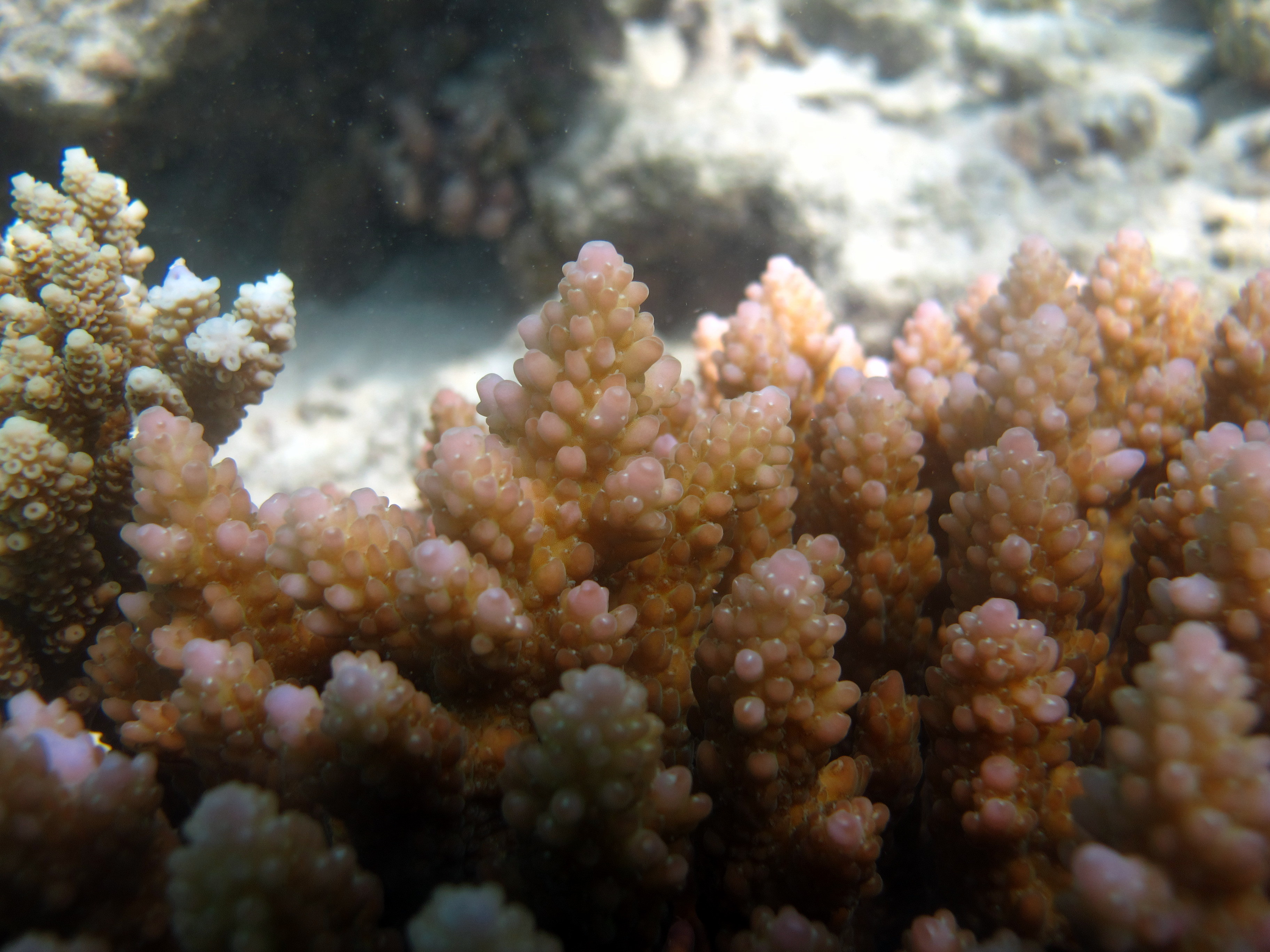
Gros plan sur les branches et les corallites.

## Habitat et répartition
C'est un corail à la répartition assez discontinue, présent de la Mer Rouge au pacifique mais surtout abondant dans la région indonésienne.